# Síndrome WHIM
La síndrome WHIM (o síndrome de berrugues o warts en anglès, hipogammaglobulinèmia, immunodeficiència i mielocatexis) és un trastorn d'immunodeficiència congènita rara caracteritzat per neutropènia crònica no cíclica.